# El Petén
El Petén é um dos 22 departamentos da Guatemala, país da América Central. Sua capital é a cidade de Flores.

## História
Em 2018, foram descobertas ruínas da civilização maia na região de El Petén.

## Municípios
1. Dolores
2. Flores
3. La Libertad
4. Melchor de Mencos
5. Poptún
6. San Andrés
7. San Benito
8. San Francisco
9. San José
10. San Luis
11. Santa Ana
12. Sayaxché